# テイロレラ・エクイジェニタリス
Taylorella equigenitalis（テイロレラ・エクイジェニタリス）とはテイロレラ属に属するグラム陰性好気性桿菌であり、ウマの疾病である馬伝染性子宮炎の原因となる。ユーゴンチョコレート寒天培地における炭酸ガス培養により4日から2週間の培養で灰白色の露滴状のコロニーを形成する。Taylorella equigenitalisの付着線毛は病原性に関与する。テイロレラ属菌は最初はヘモフィルス属に分類されていたが、1984年に独立した属に分類された。